# Enric Térmens Beltran
Enric Térmens Beltran(Olesa de Montserrat, 11 de setembre del 1944 - 7 de gener del 2021). Segon d'una família de quatre germans, va créixer amb l'impacte de la participació a la Guerra Civil espanyola tant del pare com de l'oncle, sobretot d'aquest darrer, que va morir en la batalla de l'Ebre. L'escola va ser un altre punt important, perquè va poder aprendre català de mans d'un mestre republicà. Als vuit anys va entrar a l'Escolania de Montserrat, on hi va ser durant quatre anys, i d'on va aprendre els valors “d'humanitat i convivència democràtica”, segons afirmava, que van fer que optés per una opció política d'esquerres. Posteriorment va estudiar a la Universitat Laboral de Tarragona i, paral·lelament, va entrar a formar part del moviment escolta d'Olesa, l'Agrupament Escolta Sant Bernat de Claravall. Als catorze anys va començar a treballar a l'empresa Càtex i, dos anys més tard, al despatx de l'arquitecte Campmany alhora que iniciava els estudis d'aparellador. En tot aquest període va participar en el moviment estudiantil de finals dels anys cinquanta.
Després de casar-se i de fer el servei militar, va iniciar la seva militància a l'MSC i a l'USO. Posteriorment va entrar a formar part de la Unió General de Treballadors. Va ser fundador de l'Assemblea de Catalunya d'Olesa i de l'Agrupació del PSC-Congrés també d'Olesa. Posteriorment es va convertir en el primer secretari de l'agrupació del Partit dels Socialistes de Catalunya i va ser candidat a les primeres eleccions municipals democràtiques de 1979. Va ser elegit alcalde amb els vots dels regidors del PSC i del Partit Socialista Unificat de Catalunya.
A la segona legislatura va continuar d'alcalde, governant amb majoria absoluta també pel PSC. Al cap de poc temps, el juliol de 1984, va dimitir de l'alcaldia per desavinences amb els companys del PSC. A les eleccions de 1987 es va presentar encapçalant la candidatura Units per Olesa (UPO), que va guanyar els comicis. Posteriorment, va tornar al PSC. Al 1991, tot i que el PSC va guanyar les eleccions, Térmens va quedar fora de l'Alcaldia pel pacte de govern entre Convergència i Unió i Iniciativa per Catalunya Verds. A les eleccions de 1995 de nou va guanyar les eleccions, aquest cop amb majoria absoluta, i va tornar a ocupar l'alcaldia, així com després de les eleccions de 1999. El febrer del 2000, però, va haver de dimitir del càrrec per problemes de salut i també com diu als diaris pel clima polític que vivia el municipi en aquell moment i el va substituir Joan Rota. La dimissió també va estar influenciada per unes possibles irregularitats amb la constructora AGT. Va morir el dia 7 de gener del 2021 a casa seva a l'edat de 76 anys.